# Левущик
Левущик — річка в Україні, у  Яремчанській міській раді Івано-Франківської області, права притока  Прутця Чемигівського (басейн Дунаю).

## Опис
Довжина річки приблизно 6 км . Формується з багатьох безіменних струмків.

## Розташування
Бере  початок на південному сході від села Лючки. Тече переважно на південний захід і у селі Микуличині впадає у Прутець Чемигівський, праву притоку Пруту.